# ویلبر اسمیت
ویلبر اسمیت (به انگلیسی: Wilbur Smith)؛ (۹ ژانویهٔ ۱۹۳۳ – ۱۳ نوامبر ۲۰۲۱) رمان‌نویس بریتانیایی (زادهٔ آفریقا) بود. نوشته‌های او شامل داستان‌هایی مرتبط با سده‌های ۱۶ و ۱۷ میلادی و پیدایش سرزمین‌های جنوبی آفریقا هستند و معمولاً در ردیف یکی از سه سری (Egyptian ,Courtney و Ballantyne) قرار می‌گیرند.